# Augustin Coppens
Pour les articles homonymes, voir Coppens.
Aurèle Augustin Coppens (Bruxelles, 1668-1740) est un peintre et graveur belge.
Peintre paysager, il réalise de nombreux cartons de tapisserie pour la manufacture des Gobelins. 

## Biographie
Né à Bruxelles et y baptisé le 9 mars 1668 dans la paroisse Sainte-Gudule, il fut le fils de François Coppens et d'Anne-Marie Herremans. Aurèle-Augustin Coppens perd sa maison lors du bombardement de Bruxelles en 1695 par les troupes françaises. Ruiné, il entreprend une série de dix-sept dessins des quartiers en ruines, sous le titre général de Perspectives des ruines de la ville de Bruxelles, dessinées au naturel par Augustin Coppens 1695 qui seront ensuite gravés, notamment par Richard van Orley (1663-1732), descendant de Bernard van Orley, et largement diffusés. Cette série qui lui permet de refaire fortune et d’acquérir une importante renommée, constitue un précieux témoignage historique de l’ampleur de la catastrophe ; elle sera reproduite en différents formats et en couleurs par le graveur néerlandais Pierre Schenk.
En 1698, il devient membre de la corporation des peintres, puis est nommé doyen en 1707. Aucun tableau de sa main ne nous est parvenu. Un portrait le représentant debout appuyé à une ruine auprès de la reproduction d’une de ses gravures et de ses pinceaux, avec la ville de Bruxelles en arrière-plan a longtemps été considéré comme un autoportrait. On pense aujourd’hui que ce n’est pas le cas.